# 賀樺
賀樺（1972年9月4日—），出生于湖南省耒陽市:2，臺灣政治人物、作家、新黨黨員。湖南大學中文系畢業，曾任台灣互聯警政時報顧問、人民日報台灣主任，現為大愛媚小愛媚有限公司董事長、台灣新住民經貿文化交流協會理事長。

## 個人背景
賀樺出生於中國湖南省耒阳县（今耒陽市:2），於當地湖南大學中文系畢業；她與前來中國大陸工作的台商結婚後，定居於台灣並取得中華民國國民身分證。曾經擔任中國墨香奇緣傳媒顧問及作家，榮獲兩岸文學詩人貢獻獎、中國十大風雲人物獎、新北市優秀模範勞工、2018年兩會專刊特別報導優秀女性等多項殊榮。
她剛嫁到台灣時因丈夫公司出現財務危機，只能放下身段先於購物公司工作，而後成立大爱媚小爱媚有限公司，自己經營販售美容保養產品，待公司營運漸入軌道後，也熱衷於推動兩岸經貿與文化的交流。曾於2018年，舉辦經貿文化親善大使選拔賽、兩岸文化百台甫畫展，參與福建三民林博會及孫中山153歲周年慶等活動，2019年8月，參加台盟中央主辦的第6屆大江論壇，並於會中發表專題演講，同年12月，於台北舉辦第2屆經貿文化親善大使選拔賽，亦同時於現場進行公益義賣活動。

## 政治參與
2019年11月21日，新黨公布2020年第10屆不分區立法委員提名名單，此次選舉新黨並未提名區域立委，只提名10席不分區候選人，賀樺以台灣新住民代表身分名列第5名:2。政黨提出縮短中國大陸配偶入籍年限、降低中國大陸配偶父母來台定居及子女入籍限制、簽署兩岸和平協議、恢復教科書中國史觀等共同政見，選舉結果新黨獲得14萬7,373張政黨票，得票率1.04%未能跨越5%門檻，無法分配到不分區立委席次。

## 選舉紀錄
| 年度 | 選舉屆數             | 選舉區                                 | 所屬政黨 | 得票數  | 得票率 | 當選標記 | 備註 |
| ---- | -------------------- | -------------------------------------- | -------- | ------- | ------ | -------- | ---- |
| 2020 | 第十屆立法委員選舉   | 全國不分區及僑居國外國民立法委員選舉區 | 新黨     | 147,373 | 1.04%  |          |      |
| 2024 | 第十一屆立法委員選舉 | 全國不分區及僑居國外國民立法委員選舉區 | 新黨     | 40,288  | 0.29%  |          |      |